# Брончалес
Брончалес (ісп. Bronchales) — муніципалітет в Іспанії, у складі автономної спільноти Арагон, у провінції Теруель. Населення — 480 осіб (2010).
Муніципалітет розташований на відстані близько 180 км на схід від Мадрида, 44 км на північний захід від міста Теруель.

## Демографія
Динаміка населення (INE ):